# Staudamm Zillergründl
Staudamm Zillergründl är en dammbyggnad i Österrike.   Den ligger i distriktet Schwaz och förbundslandet Tyrolen, i den västra delen av landet, 300 km väster om huvudstaden Wien. Staudamm Zillergründl ligger 1 787 meter över havet.
Terrängen runt Staudamm Zillergründl är huvudsakligen bergig. Staudamm Zillergründl ligger nere i en dal. Runt Staudamm Zillergründl är det glesbefolkat, med 9 invånare per kvadratkilometer.. Närmaste större samhälle är Mayrhofen, 15,6 km väster om Staudamm Zillergründl. 
Trakten runt Staudamm Zillergründl består i huvudsak av gräsmarker.